# بيير دي فيرما
ولد بيير دي فيرما (بالفرنسية: Pierre de Fermat)‏ في السابع عشر من غشت/أغسطس عام 1601 في بومونت دي لوما في فرنسا. وقد اهتم أبوه، الذي كان يشتغل بتجارة الجلود، بتربيته وتكوينه اهتماما كبيرا فأرسله إلى مدينة تولوز (فرنسا) لدراسة الحقوق. وعندما أنهى فيرما دراسته أصبح مستشارا في برلمان تولوز المحلي.
هو محام وعالم رياضيات فرنسي عاش بين 1601 و1665 وينسب إليه تأسيس نظرية الأعداد الحديثة وحساب الاحتمالات باستقلالية عن باسكال، وكذلك اكتشاف الهندسة التحليلية باستقلالية عن ديكارت، وقد تحصل على نتائج متطورة في مجالي الهندسة التحليلية وحساب التفاضل والتكامل، ولكنه لم يتمكن من نشرها، وأعلن أنه برهن المسألة الشهيرة باسم مبرهنة فيرما الأخيرة.
قام بصياغة قانون أقصر الأوقات لتعيين مسار الضوء بين نقطتين، وذلك في شرحه لعملية انكسار الضوء. كما وضع معادلة للرسم البياني للخط المستقيم.
توصل فيرما إلى حلول تكاملية للمعادلة (س² + ص² =ع²) (مثلاً، 3² + 4² = 5²). وتقوم نظريته الرياضية الأخيرة على أنه لا يوجد حل من أعداد صحيحة للمعادلة (سن + صن = عن) إذا كان الأُس ن أكبر قطعا من 2.
ويعود الفضل في ابتداع نظرية الاحتمالات إلى فيرما وبليز باسكال.
مارس فيرما المحاماة في تولوز في فرنسا، ودرَس الرياضيات كهواية فقط.

## وفاته
توفي بمدينة كاستر بفرنسا. سميت أقدم وأرقى مدرسة عليا بتولوز باسمه تكريما له وهي ثانوية بيير دي فيرما.

## تقدير لأعماله

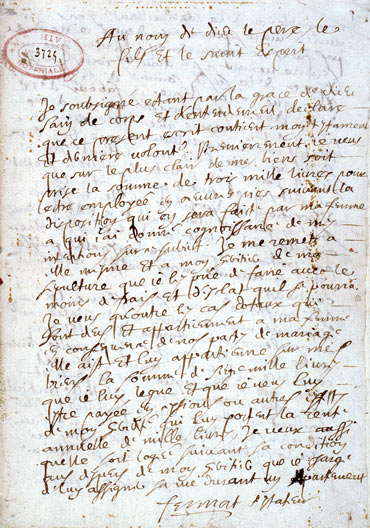
وصية كتبت بخط اليد من طرف فيرما في الرابع من مارس عام 1660 — يحتفظ بها في مركز الأرشيفات الإقليمي لغارون العليا, في تولوز

## معرض صور

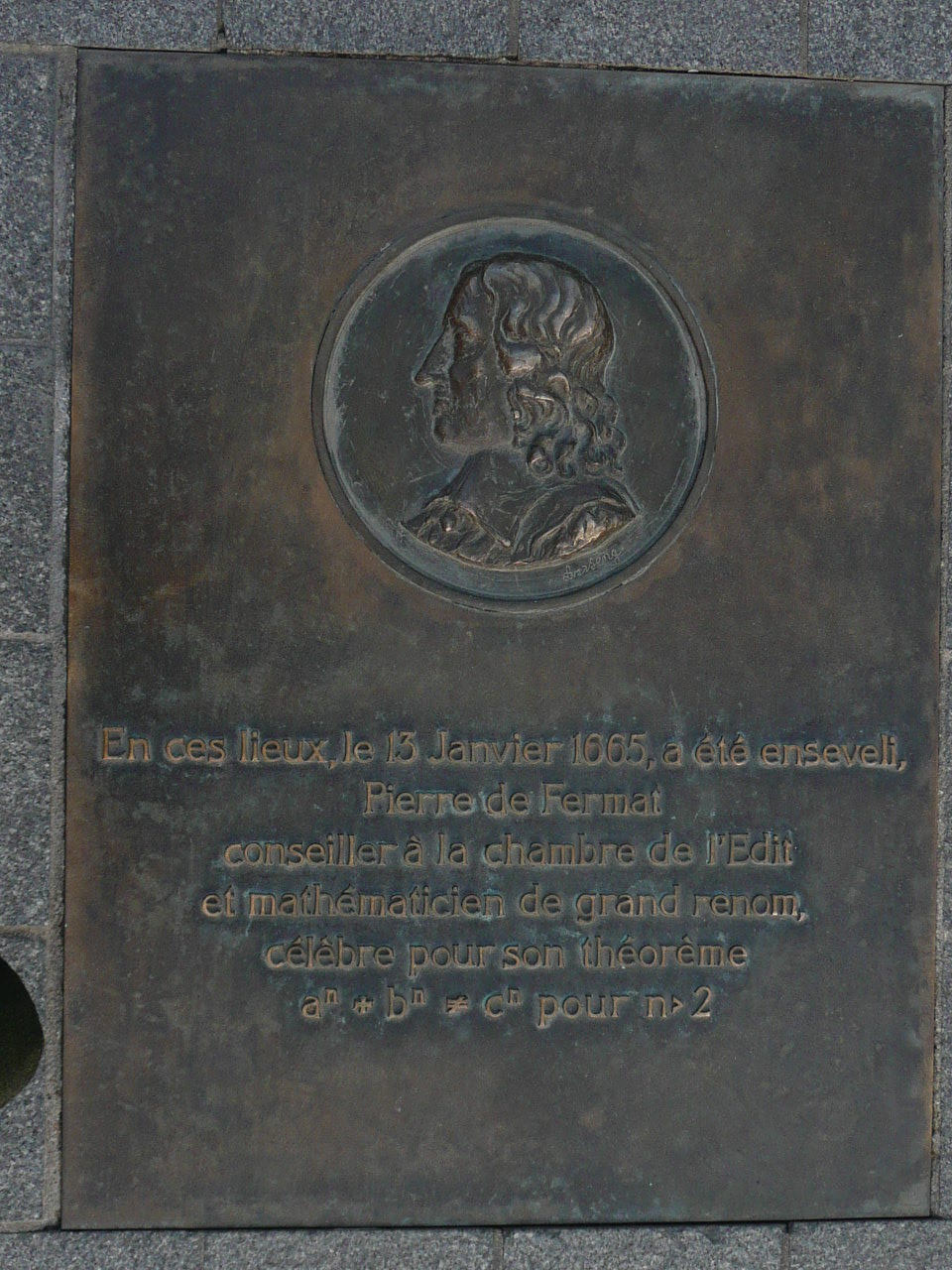
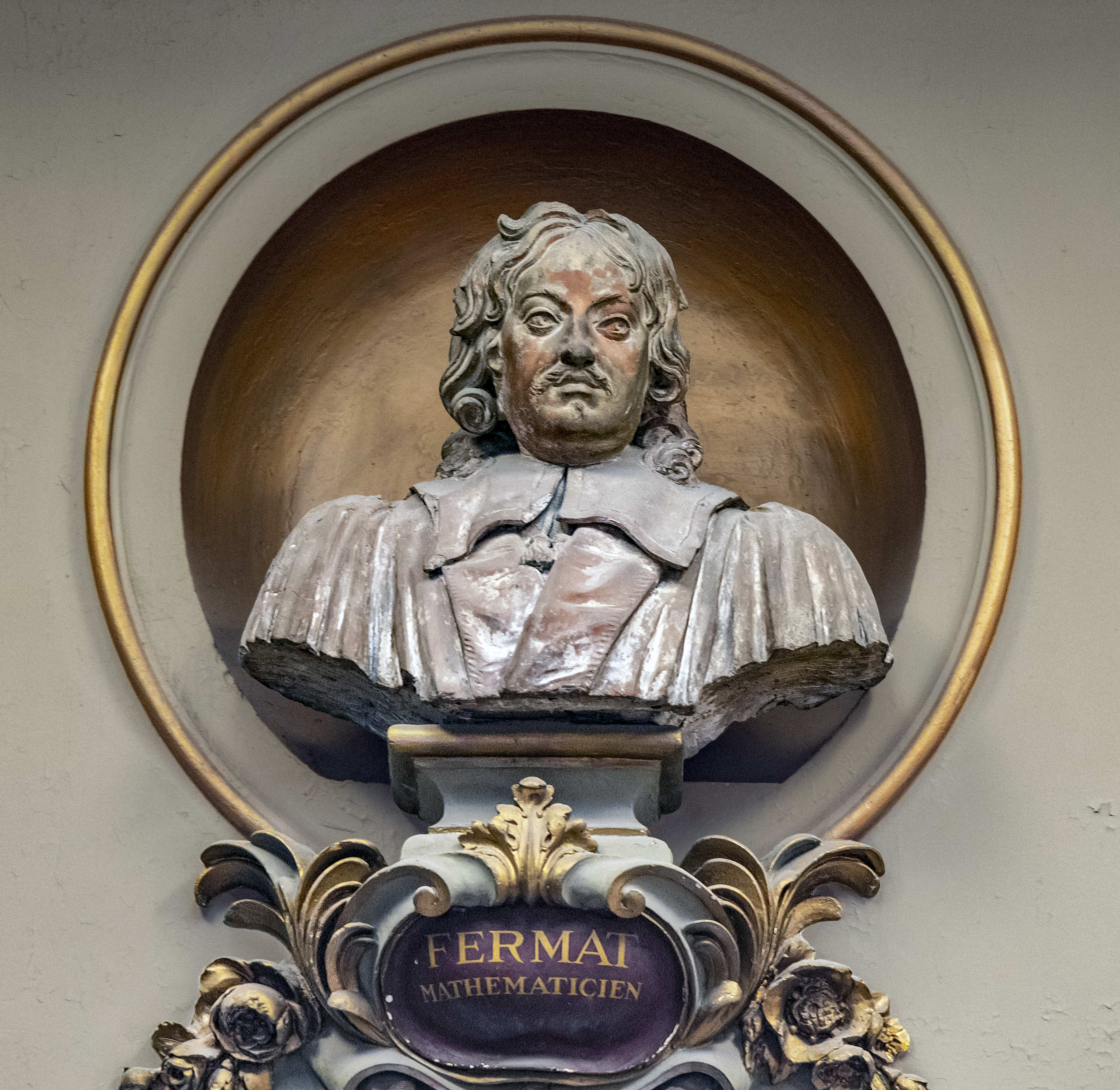
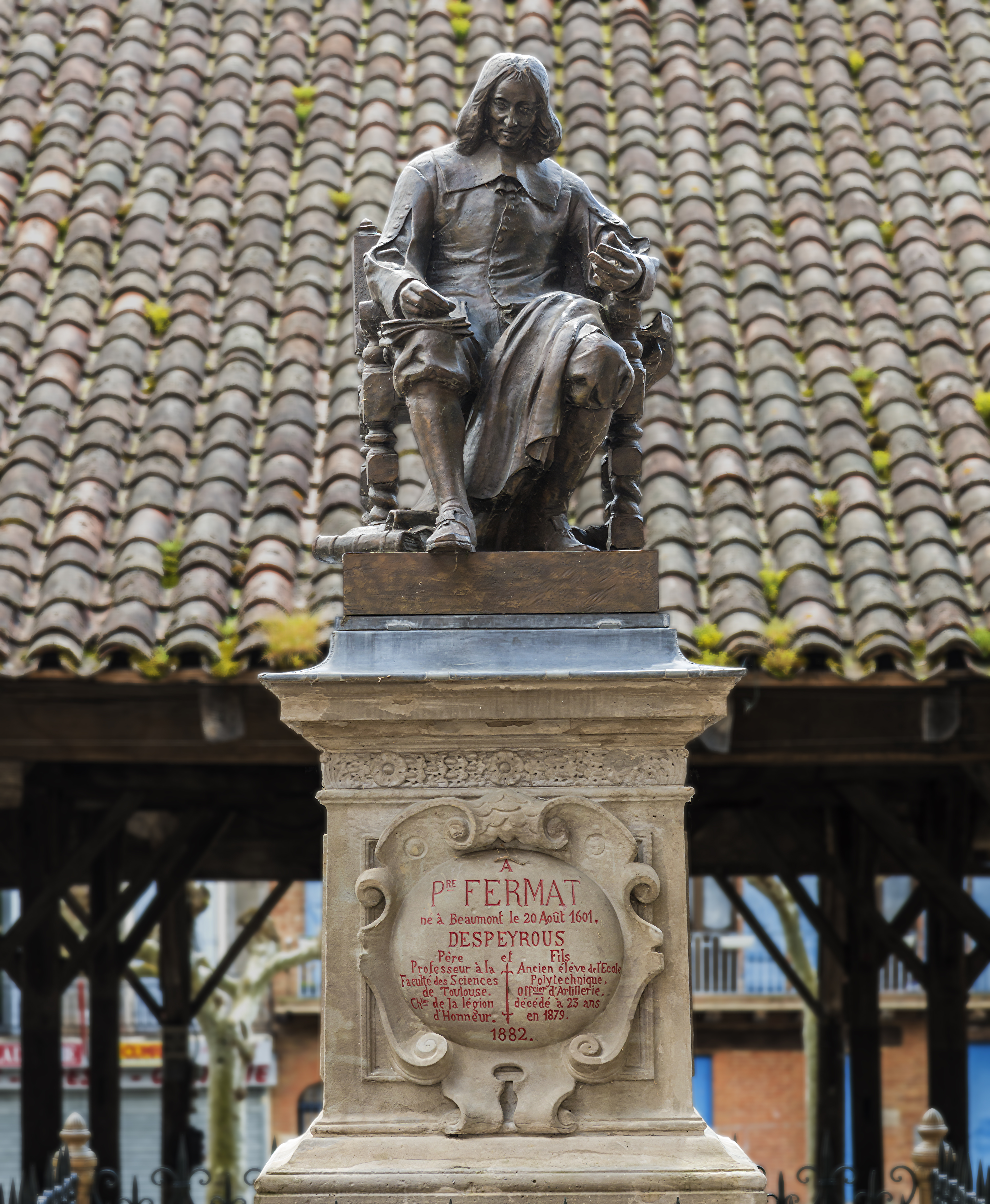

## روابط خارجية
- بيير دي فيرما على موقع الموسوعة البريطانية (الإنجليزية)
- بيير دي فيرما على موقع إن إن دي بي (الإنجليزية)